# Mistrzostwa Afryki w Lekkoatletyce 1998
11. Mistrzostwa Afryki w Lekkoatletyce – ogólnoafrykańskie zawody lekkoatletyczne, które odbyły się w senegalskim Dakarze w roku 1998. Miasto po raz drugi gościło uczestników afrykańskiego czempionatu (poprzednio zawody tej rangi zorganizowano tutaj w 1979).

## Rezultaty

### Mężczyźni
| Konkurencja           | Złoto                                 | Złoto      | Srebro                              | Srebro    | Brąz                                            | Brąz      |
| --------------------- | ------------------------------------- | ---------- | ----------------------------------- | --------- | ----------------------------------------------- | --------- |
| 100 m                 | Seun Ogunkoya · Nigeria               | 9.94 CR    | Frankie Fredericks · Namibia        | 9.97      | Leonard Myles-Mills · Ghana                     | 10.10     |
| 200 m                 | Frankie Fredericks · Namibia          | 19.99 CR   | Sunday Emmanuel · Nigeria           | 20.45     | Oumar Loum · Senegal                            | 20.59     |
| 400 m                 | Clement Chukwu · Nigeria              | 44.65 CR   | Davis Kamoga · Uganda               | 44.79     | Ibrahima Wade · Senegal                         | 45.05     |
| 800 m                 | Japheth Kimutai · Kenia               | 1:45.82    | Patrick Ndururi · Kenia             | 1:45.85   | Djabir Saïd-Guerni · Algieria                   | 1:46.31   |
| 1500 m                | Laban Rotich · Kenia                  | 3:45.03    | Adil Kaouch · Maroko                | 3:47.34   | Ali Saïdi-Sief · Algieria                       | 3:47.89   |
| 3000 m                | Tom Nyariki · Kenia                   | 8:03.75    | Ibrahim Lahlafi · Maroko            | 8:05.00   | Fita Bayisa · Etiopia                           | 8:05.16   |
| 5000 m                | Daniel Komen · Kenia                  | 13:35.70   | Hailu Mekonnen · Etiopia            | 13:38.19  | William Kalya · Kenia                           | 13:39.17  |
| 3000 m z przeszkodami | Bernard Barmasai · Kenia              | 8:11.74 CR | Richard Limo · Kenia                | 8:20.67   | Brahim Boulami · Maroko                         | 8:29.52   |
| 110 m przez płotki    | Shaun Bownes · Południowa Afryka      | 13.72      | William Erese · Nigeria             | 13.92     | Doudou Félou Sow · Senegal                      | 14.57     |
| 400 m przez płotki    | Samuel Matete · Zambia                | 48.58      | Ken Harnden · Zimbabwe              | 49.39     | Ibou Faye · Senegal                             | 49.59     |
| Chód na 20 km         | Hatem Ghoula · Tunezja                | 1:31:28    | Moussa Aouanouk · Algieria          | 1:32:18   | Getachew Demisse · Etiopia                      | 1:34:19   |
| 4 × 100 m             | Wybrzeże Kości Słoniowej              | 38.76      | Nigeria                             | 38.88     | Kamerun                                         | 39.61     |
| 4 × 400 m             | Senegal                               | 3:04.20    | Zimbabwe                            | 3:04.47   | Nigeria                                         | 3:05.18   |
| Skok wzwyż            | Abderahmane Hammad · Algieria         | 2.21       | Khemraj Naiko · Mauritius           | 2.18      | Gavin Lendis · Południowa Afryka                | 2.15      |
| Skok w dal            | Hatem Mersal · Egipt                  | 8.13       | Anis Gallali · Tunezja              | 8.01      | Mark Anthony Awere · Ghana                      | 7.77      |
| Skok o tyczce         | Okkert Brits · Południowa Afryka      | 5.40 =CR   | Kersley Gardenne · Mauritius        | 5.20      | Mohamed Bédoui · Tunezja                        | 4.80      |
| Trójskok              | Andrew Owusu · Ghana                  | 17.23 CR   | Ndabazinhle Mdhlongwa · Zimbabwe    | 17.19     | Oluyemi Sule · Nigeria                          | 16.37     |
| Pchnięcie kulą        | Burger Lambrechts · Południowa Afryka | 19.78      | Dhia Kamel Ahmed · Egipt            | 17.61     | Quentin Soné Ehawa · Kamerun                    | 15.51     |
| Rzut dyskiem          | Frantz Kruger · Południowa Afryka     | 62.17      | Frits Potgieter · Południowa Afryka | 60.50     | Mickaël Conjungo · Republika Środkowoafrykańska | 57.52     |
| Rzut oszczepem        | Marius Corbett · Południowa Afryka    | 79.82      | Khaled Es Sayed Yassin · Egipt      | 72.84     | Bouna Diop · Senegal                            | 72.66     |
| Rzut młotem           | Chris Harmse · Południowa Afryka      | 72.11 CR   | Hakim Toumi · Algieria              | 69.36     | Samir Haouam · Algieria                         | 68.79     |
| Dziesięciobój         | Rédouane Youcef · Algieria            | 7352 pkt.  | Mohamed Benyahia · Algieria         | 7093 pkt. | Issam Abdelatif Saber · Egipt                   | 6420 pkt. |

### Kobiety
| Konkurencja                | Złoto                                  | Złoto       | Srebro                            | Srebro    | Brąz                                | Brąz      |
| -------------------------- | -------------------------------------- | ----------- | --------------------------------- | --------- | ----------------------------------- | --------- |
| 100 m                      | Mary Onyali · Nigeria                  | 11.05 CR    | Endurance Ojokolo · Nigeria       | 11.08     | Rose Aboaje · Nigeria               | 11.31     |
| 200 m                      | Falilat Ogunkoya · Nigeria             | 22.22 CR    | Rose Aboaje · Nigeria             | 22.83     | Heide Seyerling · Południowa Afryka | 22.89     |
| 400 m                      | Falilat Ogunkoya · Nigeria             | 50.07 CR    | Charity Opara · Nigeria           | 50.13     | Ony Paule Ratsimbazafy · Madagaskar | 52.11     |
| 800 m                      | Maria Mutola · Mozambik                | 1:57.95     | Hasna Benhassi · Maroko           | 2:01.24   | Julia Sakara · Zimbabwe             | 2:01.55   |
| 1500 m                     | Jackline Maranga · Kenia               | 4:11.75 CR  | Julia Sakara · Zimbabwe           | 4:13.64   | Bouchra Benthami · Maroko           | 4:17.83   |
| 3000 m                     | Zahra Ouaziz · Maroko                  | 8:53.75     | Genet Gebregiorgis · Etiopia      | 9:13.47   | Yimenashu Taye · Etiopia            | 9:13.59   |
| 5000 m                     | Berhane Adere · Etiopia                | 15:54.31 CR | Sally Barsosio · Kenia            | 15:59.12  | Merima Denboba · Etiopia            | 16:11.16  |
| Bieg na 100 m przez płotki | Glory Alozie · Nigeria                 | 12.77 CR    | Mame Tacko Diouf · Senegal        | 13.08     | Corien Botha · Południowa Afryka    | 13.25     |
| Bieg na 400 m przez płotki | Nezha Bidouane · Maroko                | 54.24 CR    | Mame Tacko Diouf · Senegal        | 55.06     | Saidat Onanuga · Nigeria            | 56.84     |
| Chód na 5000 m             | Nagwa Ibrahim Ali · Egipt              | 24:28.42    | Dounia Kara · Algieria            | 25:17.17  | Anne-Hortense Ebéna · Kamerun       | 25:33.11  |
| 4 × 100 m                  | Nigeria                                | 43.75       | Madagaskar                        | 43.78     | Ghana                               | 43.89     |
| 4 × 400 m                  | Nigeria                                | 3:31.07     | Senegal                           | 3:31.07   | Kamerun                             | 3:33.85   |
| Skok wzwyż                 | Hestrie Storbeck · Południowa Afryka   | 1.92        | Irène Tiendrébéogo · Burkina Faso | 1.84      | Nkechinyere Mbaoma · Nigeria        | 1.75      |
| Skok w dal                 | Chioma Ajunwa · Nigeria                | 6.78 =CR    | Chinedu Odozor · Nigeria          | 6.45      | Baya Rahouli · Algieria             | 6.36      |
| Trójskok                   | Baya Rahouli · Algieria                | 13.96 CR    | Françoise Mbango Etone · Kamerun  | 13.80     | Kéné Ndoye · Senegal                | 13.30     |
| Pchnięcie kulą             | Veronica Abrahamse · Południowa Afryka | 15.07       | Amel Ben Khaled · Tunezja         | 14.83     | Hanan Ahmed Khaled · Egipt          | 14.68     |
| Rzut dyskiem               | Elizna Naudé · Południowa Afryka       | 50.28       | Caroline Fournier · Mauritius     | 50.28     | Hanan Ahmed Khaled · Egipt          | 42.82     |
| Rzut młotem                | Caroline Fournier · Mauritius          | 54.29       | Marwa Ahmed Hussein · Egipt       | 47.55     | Djida Yalloulène · Algieria         | 47.43     |
| Rzut oszczepem             | Lindy Leveau · Seszele                 | 47.56       | Bernadette Ravina · Mauritius     | 46.79     | Monique Djikada · Kamerun           | 45.61     |
| Siedmiobój                 | Patience Itanyi · Nigeria              | 5376 pkt.   | Mary Dolly Zé Oyono · Kamerun     | 5211 pkt. | Paulette Mendy · Senegal            | 4716 pkt. |

## Klasyfikacja medalowa
| Klasyfikacja medalowa | Klasyfikacja medalowa        | Klasyfikacja medalowa | Klasyfikacja medalowa | Klasyfikacja medalowa | Klasyfikacja medalowa |
| --------------------- | ---------------------------- | --------------------- | --------------------- | --------------------- | --------------------- |
| Miejsce               | Kraj                         | Złoto                 | Srebro                | Brąz                  | Razem                 |
| 1.                    | Nigeria                      | 10                    | 7                     | 5                     | 22                    |
| 2.                    | Południowa Afryka            | 9                     | 1                     | 3                     | 13                    |
| 3.                    | Kenia                        | 6                     | 3                     | 1                     | 10                    |
| 4.                    | Algieria                     | 3                     | 4                     | 5                     | 12                    |
| 5.                    | Egipt                        | 2                     | 3                     | 3                     | 8                     |
| 6.                    | Maroko                       | 2                     | 3                     | 2                     | 7                     |
| 7.                    | Senegal                      | 2                     | 2                     | 7                     | 11                    |
| 8.                    | Mauritius                    | 1                     | 4                     | 0                     | 5                     |
| 9.                    | Etiopia                      | 1                     | 2                     | 4                     | 7                     |
| 10.                   | Tunezja                      | 1                     | 2                     | 1                     | 4                     |
| 11.                   | Namibia                      | 1                     | 1                     | 0                     | 2                     |
| 12.                   | Ghana                        | 1                     | 0                     | 3                     | 4                     |
| 13.                   | Zambia                       | 1                     | 0                     | 0                     | 1                     |
| 13.                   | Wybrzeże Kości Słoniowej     | 1                     | 0                     | 0                     | 1                     |
| 13.                   | Mozambik                     | 1                     | 0                     | 0                     | 1                     |
| 13.                   | Seszele                      | 1                     | 0                     | 0                     | 1                     |
| 17.                   | Zimbabwe                     | 0                     | 4                     | 1                     | 5                     |
| 18.                   | Kamerun                      | 0                     | 2                     | 5                     | 7                     |
| 19.                   | Madagaskar                   | 0                     | 1                     | 1                     | 2                     |
| 20.                   | Uganda                       | 0                     | 1                     | 0                     | 1                     |
| 20.                   | Burkina Faso                 | 0                     | 1                     | 0                     | 1                     |
| 22.                   | Republika Środkowoafrykańska | 0                     | 0                     | 1                     | 1                     |